# Richard Boone (jazzmuzikant)
Richard Bentley Boone (Little Rock, 24 februari 1930 - Kopenhagen, 8 februari 1999) was een Amerikaans jazztrombonist en -zanger.
Boone zong als kind in het koor van de baptistenkerk. Toen hij twaalf was speelde hij trombone in de schoolband. Hij won een (tweede) prijs in een talentenjacht en toerde een maand met de band van Lucky Millinder. Tijdens zijn diensttijd was hij actief in een legerband (1948-1953), daarna keerde hij terug naar zijn geboortestad om muziek te studeren aan Philander Smith College. Vanaf 1960 was hij studiomuzikant en speelde hij in clubs in Los Angeles. Hij werkte meerdere malen met Dexter Gordon, met Della Reese (1961-1966) en de band van Count Basie (1966-1969). Hij had ook een eigen band, waarin hij als jazz-, blues- en jodelzanger actief was. Als zanger had hij een geheel eigen (scat-)stijl. Vanaf 1970 woonde hij in Denemarken, waar hij van 1973 tot 1986 speelde in de Danish Radio Big Band. Ook werkte hij in de band van Ernie Wilkins. Van Boone zijn enkele platen verschenen. Hij is verder te horen op opnames van Jesper Thilo, Benny Carter en Finn Savery.

## Discografie
- The Singer (album uit 1968 op Nocturne Records, met extra tracks) , Storyville, 1988
- Make Someone Happy, Storyville, 1997
- A Tribute to Love, Stunt Records, 1998
- Harry "Sweets" Edison, Eddie "Lockjaw" Davis & Richard Boone With Leonardo Pedersen's Jazzkapel, Storyvile, 2001